# 塔季揚娜·卡里莫娃
塔季揚娜·阿克巴羅芙娜·卡里莫娃（1948年8月26日—）是一名烏茲別克斯坦經濟學家，從1991年起擔任烏茲別克斯坦第一夫人，直到2016年9月丈夫伊斯蘭·卡里莫夫去世。
作為前總統卡里莫夫的遺孀，在她丈夫的統治下，她是一位極具影響力的人物。預計卡里莫娃和國家安全局局長魯斯塔姆·伊諾亞托夫將在選擇卡里莫夫的繼任者方面發揮關鍵作用。